# 四氟化锆
四氟化锆是锆的卤化物之一，化学式为ZrF4，难溶于水。是ZBLAN氟化物玻璃及氟锆酸盐玻璃的成分之一。四氟化锆存在无水物、一水合物和三水合物。
四氟化锆有三种晶型，β和γ型不稳定，在400 °C时不可逆地转换为α型。